# Parrot AR.Drone
Parrot AR.Drone — квадрокоптер на дистанционном управлении, оснащённый видеокамерами, пилотируемый с помощью приложения для iPhone/iPod/iPad, Android или Windows Phone-устройств. Выпускается французской фирмой Parrot с 2010 года.

## Технические характеристики

### Спецификация
Размеры:
- С защитным кожухом: 52,5x51,5 см
- Без кожуха: 45x29 см

Масса:
- 380 г — с корпусом для улицы
- 420 г — с корпусом для помещения

Скорость полёта: 5 м/с; 18 км/ч

Максимальный потолок: ограничен радиусом работы wifi (50-120 метров в зависимости от погодных условий)

Длительность полёта: около 12 минут (со стандартной батареей)

### Мотор и питание
- Аппарат приводится в движение четырьмя бесколлекторными 15 ваттными электродвигателями 35 000 об/мин.
- Литий-полимерный аккумулятор (3 ячейки, 11,1V, 1000 mAh), время зарядки 90 минут

### Бортовая ЭВМ
- Процессор ARM9 468 МГц
- Память DDR SDRAM 128 Мбайт 200 МГц
- Wifi b/g
- USB high speed
- Linux OS

### Система управления
Инерционная система управления использует:
- Трёхосный акселерометр
- Двухосный гироскоп
- Одноосный гироскоп для определения угла рыскания
- Ультразвуковой альтиметр 40кГц дальностью 6 метров обеспечивающий вертикальную стабилизацию

### Видеокамеры
- На носу квадрокоптера. Широкофокусная камера VGA 640x480 со скоростью съемки 15 кадров в секунду и объективом 93°. Сенсор CMOS
- На дне квадрокоптера. Высокоскоростная камера 176x144 со скоростью съемки 60 кадров в секунду и объективом 64°. Помогает в стабилизации аппарата

### Механические свойства
Корпус квадрокоптера сделан из EPO пенопласта, пластиковые элементы армируют материнскую и навигационную платы. Кожух из EPO пенопласта в корпусе для полёта в помещении защищает винты.

### Безопасность
- Автоматическая посадка при потере сигнала
- Винты автоматически блокируются в случае контакта
- Интерфейс управления позволяет немедленно остановить винты
- Защитный кожух винтов для полёта в помещении

## Прошивка
Программное обеспечение установленное на летательном аппарате можно обновлять через usb скачивая новые версии прошивки из интернета
Последнее обновление прошивки 1.8 вышло 26 мая 2011.
- Теперь можно сохранять разные настройки для разных iPad/iPhone/iPod
- Применён лучший видеокодек для снижения битрейта

## Модификации
AR.Drone очень популярен среди моддеров благодаря простоте структурных решений, полностью модульной конструкции и лёгкости, с которой можно полностью разобрать и собрать аппарат, большой мощности двигателей, благодаря которой можно поднимать в воздух полезную нагрузку и, возможности приобретать все запчасти аппарата отдельно, в том числе улучшенные варианты.
Среди наиболее распространённых модификаций замена заводского аккумулятора на более ёмкий для большей длительности полёта, уменьшение массы аппарата, улучшение аэродинамических качеств, замена передней камеры.
В интернете опубликованы результаты усовершенствования с помощью микроконтроллера Arduino и приёмника GPS для полёта по контрольным точкам.
Выпускаемые модификации:
- AR.Drone OG (PF720000AM) -----?
- AR.Drone OY (PF720001AM) -----?
- AR.Drone OG Zone 2 (PF720020AM) -----?
- AR.Drone OY Zone 2 (PF720021AM) -----?
- AR.Drone OB Zone 2 (PF720022AM) -----?

## Применение в образовании и науке
Из-за низкой стоимости, большого количества установленных сенсоров и приборов, а также открытому API, AR Drone стал популярной платформой для научных и образовательных целей. Он применяется в экспериментах по автоматическому управлению, обучению ИИ, автономному видеонаблюдению, взаимодействию человек-машина, и т. д.

## AR.Drone 2.0
8 января 2012 фирма Parrot анонсировала выход обновлённой версии AR.Drone на вторую половину года.

Среди усовершенствований AR.Drone 2.0:
- Компас
- Барометрический альтиметр
- HD видеокамера 1280x720
- Режим упрощенного управления аппаратом

### Мотор и питание
4 бесколлекторных электродвигателя 14.5 Вт 28 500 об/мин

Максимальная скорость полёта — 18 км/ч

## Награды
Parrot AR.Drone получил в 2010 году награду CES Innovations в номинации Electronic Gaming Hardware

### Похожие квадрокоптеры
- VC-450 Quad